# Сьвйонтники-Дольне
Сьвйонтники-Дольне (пол. Świątniki Dolne) — село в Польщі, у гміні Ґдув Велицького повіту Малопольського воєводства.
Населення — 301 особа (2011).

## Демографія
Демографічна структура станом на 31 березня 2011 року:
|          | Загалом | Допрацездатний вік | Працездатний вік | Постпрацездатний вік |
| -------- | ------- | ------------------ | ---------------- | -------------------- |
| Чоловіки | 149     | 41                 | 95               | 13                   |
| Жінки    | 152     | 33                 | 96               | 23                   |
| Разом    | 301     | 74                 | 191              | 36                   |